# 薩克森-邁寧根的伊達
薩克森-邁寧根的伊達（德語：Ida von Sachsen-Meiningen，1794年6月25日—1852年4月4日），薩克森-邁寧根公爵格奧爾格一世的女兒，母親是霍恩洛厄-朗根堡的路易絲·艾蕾諾爾。

## 家庭
1816年，伊達與薩克森-魏瑪-艾森納赫的博恩哈德結婚，兩人共有4子3女：
1. 路易絲（1817年—1832年），早逝
2. 威廉（1819年—1839年），早逝
3. 愛德華（英语：Prince Edward of Saxe-Weimar）（1823年—1902年）
4. 赫爾曼（1825年—1901年）
5. 古斯塔夫（1827年—1892年）
6. 安娜（1828年—1864年）
7. 艾瑪莉亞（1830年—1872年）